# Группа Пограничных войск России в Республике Таджикистан
Группа Пограничных войск Российской Федерации в Республике Таджикистан — формирование Пограничных войск России, осуществлявшее в 1992—2005 годах охрану и оборону южных границ Содружества Независимых Государств (СНГ).

## История
История охраны российскими пограничниками русско-афганской границы начинает свой отчёт с 1886 года, когда в гарнизоне Керки Бухарского эмирата разместился первый российский гарнизон. С 1986 года до распада Союза ССР в Душанбе располагалась Оперативная группа Краснознамённого Средне-Азиатского пограничного округа (КСАПО) Пограничных войск КГБ СССР, которая курировала служебно-боевую деятельность Пянджского, Московского, Хорогского, Ишкашимского (образован в 1990 году) пограничных отрядов. Мургабский пограничный отряд в то время входил в состав Краснознамённого Восточного пограничного округа. С распадом Советского Союза в декабре 1991 года пограничная служба Союза ССР была распущена, заметно ослабла охрана внешних государственных границ молодых суверенных государств бывшего Союза, а внутренние границы при этом оставались фактически прозрачными.
В течение 1991—1992 годов оперативная пограничная группа охраняла границу с Афганистаном «на одном энтузиазме». В Таджикистане проблемы, связанные с вооружённым гражданским противостоянием, не позволяли обеспечить надежную охрану южных границ СНГ.
В 1992 году в Таджикистане началась гражданская война, которая возложила на служебно-боевую деятельность пограничников новые задачи: не только охранять, но и защищать и оборонять государственную границу. Одновременно пограничники стали объектом травли со стороны незаконных вооруженных формирований, националистического толка. В пограничных отрядах по причине срыва призывной кампании ощущался острый недостаток личного состава, доходивший до 60 %. Летом 1992 года в пограничных подразделениях прошли офицерские собрания, на которых было принято обращение к президенту Российской Федерации Б. Н. Ельцину о принятии пограничных отрядов таджикско-афганской границы под юрисдикцию Российской Федерации — России. В августе пограничники получили российский статус. 19 октября 1992 года приказом Министра безопасности России В. П. Баранникова на базе Оперативно-войскового отдела КСАПО была создана Краснознамённая Пограничная группа Российской Федерации в Республике Таджикистан. 
В начале 1993 года обстановка на границе с Афганистаном начала резко обостряться. В марте в северной афганской провинции Саманган сконцентрировалось до 1 000 человек вооруженных боевиков (душманов), на Пянджском направлении была отмечена переброска 50 бронетранспортеров из Кундуза к линии границы, большое сосредоточение переправочных средств (лодки, плоты, бревна). На границе не прекращались боестолкновения с вооруженными нарушителями границы. В ночь на 8 марта 1993 года 50 боевиков напали на 9-ю заставу Московского пограничного отряда. 11 бандитов были уничтожены на переправе, остальные рассеяны. 16 марта в ходе двухчасового боя нападавшие потеряли убитыми 17 человек, но спустя две недели они вновь попытались прорваться через границу на участке 15-й заставы. Эта попытка им не удалась.
Пик боевых действий пришелся на начало апреля 1993 года. Боевики, среди которых было и 120 афганских душманов, у кишлака Гузун начали скрытную переправу через реку Пяндж, но были обнаружены. Бой длился до 5 часов утра. Огонь танков, гранатомётов, БМП вынудил боевиков, бросив убитых и раненых, уйти вглубь ущелья. Остатки банды попытались вырваться из кольца через перевал Дарваз. На их пути находилась 16-я погранзастава. В ходе трехчасового боя нападавшие потеряли более 20 человек.
25 мая 1993 года были подписаны «Договор о дружбе и взаимопомощи между Республикой Таджикистан и Российской Федерацией», «Договор между Республикой Таджикистан и Российской Федерацией о сотрудничестве в военной области», а также шесть соглашений. Одним из этих документов явилось «Соглашение между Республикой Таджикистан и Российской Федерацией о правовом статусе погранвойск Российской Федерацией, находящихся на территории Республикой Таджикистан». В соответствии с Соглашением, Таджикистан делегировал Пограничным войскам России полномочия по охране своих границ с Афганистаном и Китаем.
13 июля 1993 года с раннего утра на 12-й пограничной заставе Московского пограничного отряда завязался неравный бой российских пограничников с таджикскими боевиками и афганскими моджахедами. В ходе тяжелого боя погибло 25 российских военнослужащих. К вечеру этого же дня застава была очищена от бандитов.
7 августа 1993 года в Москве главами Казахстана, Киргизии, России, Таджикистана и Узбекистана было принято Заявление о мерах по нормализации обстановки на таджико-афганской границе. 24 декабря 1993 г. в Ашхабаде главы Казахстана, Киргизии, Узбекистана, России, Таджикистана и Туркменистана подписали Меморандум о сотрудничестве по охране внешних государственных границ. На усиление охраны таджико-афганской границы выделялись дополнительные воинские контингенты от Казахстана, Киргизии, России и Узбекистана. 
Казахстанский батальон усилил Хорогское и Калайхумбское направление. Киргизский батальон - Ишкашимское направление, контингенты от 201-й российской мотострелковой дивизии усилили Пянджский и Московский пограничные отряды, узбекские военнослужащие расположились в Шаартузском районе вблизи границы с Узбекистаном. Увеличилась численность российской Пограничной группы, достигшей 12 тысяч человек.
В 1998 году Группа пограничных войск России в Таджикистане была преобразована в Пограничную группу Федеральной Пограничной Службы Российской Федерации в Республике Таджикистан. Одновременно началась передача границы в ведение Пограничной службы Таджикистана.
В начале апреля 2003 около 120 боевиков предприняли попытку переправиться из Афганистана через реку Пяндж, но вовремя были обнаружены и вынуждены были отступить в сторону 16 погранзаставы, где остатки банды были уничтожены в ходе 3 часового боя. 
13 июля 2005 года официально завершился вывод российских пограничников, ограниченный контингент оставался в статусе иностранных советников. 
В 2011 году состав российского контингента уменьшен с 350 до 200 человек до 2016 года.

## Состав
Группа Пограничных войск Российской Федерации — России в Республике Таджикистан включала в свой состав следующие формирования П.в. (№ войсковой части, штаб-квартира): Управление пограничных войск Российской Федерации в Республике Таджикистане (9998, город Душанбе):
- Пянджский пограничный отряд (2066, г.п. Пяндж);
- Московский пограничный отряд (2033, п. Московский);
- Хорогский пограничный отряд (2022, г. Хорог);
- Калай-Хумский пограничный отряд (2111, г.п. Калай-Хум);
- Мургабский пограничный отряд (9820, г.п. Мургаб);
- Ишкашимский пограничный отряд (9878, г.п. Ишкашим);
- 17-й учебный пограничный отряд (2421, г. Душанбе);
- Н-й отдельный батальон связи (2014, г. Душанбе);
- Н-й авиационный полк (9809, г. Душанбе);
- Н-й отдельный инженерно-сапёрный батальон (9870);
- Н-я отдельная строительная рота (9855);
- Н-й топографический пограничный отряд (2170);
- Н-я база обеспечения и хранения (2445);
- Н-й военный госпиталь (2528);
- Н-я техническая эксплуатационная часть (2591);
- Н-я отдельная авиаэскадрилья (2158, г.п. Московский);
- Н-я отдельная авиаэскадрилья (2176, г.п. Пяндж);
- Н-я отдельная радиотехническая служба (2081, п. Гиссар);
- Н-й отдельный контрольно-пропускной пункт «Душанбе» (Душанбе).

## Командование
Пограничными войсками России в Республике Таджикистан командовали:
- генерал-лейтенант Мартовицкий, Анатолий Нестерович 1987—1992 годы;
- генерал-майор Грицан Виталий Федорович 1992—1993 годы;
- генерал-лейтенант Чечулин Анатолий Терентьевич 1993—1995 годы;
- генерал-лейтенант Тарасенко, Павел Павлович 1995−1998 годы;
- генерал-лейтенант Резниченко, Николай Семёнович 1998—1999 годы;
- генерал-лейтенант Маркин Александр Степанович 1999—2003 годы;
- генерал-лейтенант Баранов Александр Николаевич 2003—2005 годы;
- генерал-лейтенант Кашарин Николай Иванович 2005—2006 годы;
- генерал-майор Васильев Василий Владимирович 2006—2009 годы;
- генерал-майор Михеев Анатолий Дмитриевич 2009 год.

## Герои России
За мужество, самоотверженность, героизм и стойкость, проявленные в боях при охране и обороне таджикско-афганской границы 17 пограничников удостоены высшей награды — звания Героя России:
- Рядовой С. Н. Борин (награждён посмертно)
- Капитан И. М. Будай (награждён посмертно)
- Сержант С. А. Евланов
- Сержант В. Ф. Елизаров (награждён посмертно)
- Рядовой О. А. Козлов
- Полковник С. А. Липовой
- Старший лейтенант С. Ю. Медведев
- Лейтенант А. В. Мерзликин
- Младший сержант Н. В. Смирнов (награждён посмертно)
- Подполковник Ю. И. Ставицкий
- Капитан В. С. Стовба (награждён посмертно)
- Сержант С. А. Сущенко (награждён посмертно)
- Майор В. В. Тарасов
- Лейтенант В. В. Токарев (награждён посмертно)
- Рядовой И. В. Филькин (награждён посмертно)
- Лейтенант О. П. Хмелёв
- Старший лейтенант И. А. Мишин (награждён посмертно)